# Resolutie 623 Veiligheidsraad Verenigde Naties
Resolutie 623 van de Veiligheidsraad van de Verenigde Naties werd op 23 november 1988 aangenomen. Dat gebeurde met dertien stemmen voor en twee onthoudingen van het Verenigd Koninkrijk en de Verenigde Staten.

## Achtergrond
Na de Tweede Wereldoorlog werd in Zuid-Afrika het apartheidssysteem ingevoerd waarbij blank en zwart volledig van elkaar gescheiden moesten leven maar die eersten wel bevoordeeld werden. Het ANC, waarvan ook Nelson Mandela lid was, was fel tegen dit systeem. Ook in de rest van de wereld werd het afgekeurd wat onder meer tot sancties tegen Zuid-Afrika leidde.  Tegenstanders van de apartheid werden op basis van de apartheidswetten streng gestraft. Onder hen was ook Paul Setlaba, die ter dood werd veroordeeld voor moord op basis van de "gemeenschappelijk doel"-wet. Deze wet stelde dat men veroordeeld kon worden voor een misdaad als men zich in de nabijheid ervan bevond. Zijn straf werd later samen met die van nog vijftien anderen omgezet in een celstraf.

## Inhoud
De Veiligheidsraad:
- Vernam de intentie van Zuid-Afrika om de doodstraf van Paul Tefo Setlaba, een anti-apartheidactivist, uit te voeren op basis van het zogenaamde "gemeenschappelijk doel".
- Dringt er bij de overheid van Zuid-Afrika op aan om de doodstraf om te zetten, teneinde een verergering van de situatie in Zuid-Afrika te vermijden.

## Verwante resoluties
- Resolutie 610 Veiligheidsraad Verenigde Naties
- Resolutie 615 Veiligheidsraad Verenigde Naties
- Resolutie 626 Veiligheidsraad Verenigde Naties
- Resolutie 628 Veiligheidsraad Verenigde Naties (1989)

Lijst ·  607 ·  608 ·  609 ·  610 ·  611 ·  612 ·  613 ·  614 ·  615 ·  616 ·  617 ·  618 ·  619 ·  620 ·  621 ·  622 ·  623 ·  624 ·  625 ·  626